# Henrik af Burgund
Henrik af Burgund (portugisisk: Henrique de Borgonha) (født ca. 1066, død 1. november 1112) var en ridder fra Burgund og efterkommer af kong Robert 2. af Frankrig, der var greve af Portugal fra 1096 til 1112 og stamfader til det ældste portugisiske kongehus.

## Biografi
I slutningen af det 11. århundrede var Henrik af Burgund på jagt efter eventyr i Hispania. Han kæmpede mod maurerne sammen med Alfons 6. af León. I anerkendelse af hans indsat i Hispania gav kongen ham landet mellem floderne Minho og Mondego til len. Med denne gave fulgte en genoprettet titel som greve af Portugal. På grund af den tidligere indehavers forsøg på at opnå uafhængighed nogle år tidligere, var den blevet afskaffet. Henrik blev greve af Portugal, og Theresa, en af Alfons døtre, blev hans hustru.
I 1095 var grevskabet underlagt Kongeriget Galicien, som igen var underlagt Kongeriget León. I 1097 blev Portugal direkte underlagt León, men allerede fra de første år blev Henrik påvirket af grevskabets herremænd, som ønskede uafhængighed. Han frigjorde sig fra kongerigets overhøjhed og udvidede sit land ved erobringer fra maurerne.
Hans søn og arving Alfons tog titel af konge af Portugal i 1139.

## Eksterne links
- Wikimedia Commons har flere filer relateret til Henrik af Burgund